# Teretrophora fasciata
Teretrophora fasciata är en tvåvingeart som beskrevs av Macquart 1851. Teretrophora fasciata ingår i släktet Teretrophora och familjen parasitflugor. Inga underarter finns listade i Catalogue of Life.